# ウェールズ語
ウェールズ語（ウェールズご、英: Welsh）またはカムリ語（カムリご、ウェールズ語: Cymraeg [kəmˈraːɨɡ] または定冠詞付きで y Gymraeg [ə ɡəmˈraːɨɡ]、英: Cymric）は、ケルト語派のブリソン語である。ウェールズでは母語として話され、イングランド、ア・ウラドヴァ（アルゼンチン、チュブ州にあるウェールズ人入植地）の一部の人々によって話されている。歴史的には英語で "British"（ブリテン語）、"Cambrian"および "Cambric"（カンブリア語）、"Cymric" とも呼ばれてきた。
2011年イギリス国勢調査によれば、 3歳以上のウェールズ居住者の19%がウェールズ語を話すことができた。2001年の国勢調査では、3歳以上の21%がウェールズ語を話すことができた。これは、ウェールズ語話者の数が2001年から2011年まで、約58万2000人から約56万2000人に減少したことを示唆している。
国家統計局によって実施された2020年3月の年次人口調査は、85万5200人（28.3%）のウェールズ居住者（3歳以上）がウェールズ語を話すことができた、と結論付けた。直近のウェールズ全国調査（2018年 - 2019年）の結果は、3歳以上の人口の22%がウェールズ語を話すことができたことが示唆され、さらに16%が「いくばくかのウェールズ語会話能力」を持っていたと言及されている。
2011年ウェールズ語（ウェールズ）措置法によって、ウェールズにおいてウェールズ語に公的地位が与えられた。これによって、ウェールズ語は連合王国では唯一のde jure（法律上）の公式な言語となった（英語はde facto〔事実上〕公式である）。ウェールズ語は、英語と並んで、セネッズのde jure（法律上）の公用語でもある。ウェールズ政府は、2050年までにウェールズ語話者を100万人にする計画を持っている。1980年以降、ウェールズ語で教育を行う（ウェルシュ・ミディアム）学校に通う子どもたちは増加し、ウェールズ語バイリンガル（二言語を使用する）学校や2つの教授言語を使用する（デュアル・ミディアム）学校に通う子どもたちは減少している。

## 概説
コーンウォール語やブルトン語と同じガロ・ブリトン語群Pケルト語に属する。一方、アイルランド語（ゲール語）、スコットランド・ゲール語、マン島語は、ゴイデル語群Qケルト語に属する。Qケルト語とは、kw という音を文字 q（後に文字 c）で書いたからであり、一方Pケルト語とは kw の音が文字 p で表される音に転化したからである。
ウェールズ語名のCymraegがカナ表記されることは稀だが、日本カムリ学会ではCymraegを「カムライグ」、「ウェールズ」の意味のCymruを「カムリ」としている。ウェールズ (Wales) とはもともと古英語で「よそ者」を意味するwēalesに由来し、侵略者であったアングロ・サクソン人から見た呼び名である。そのためもあって英語ではウェールズ語のことをWelshのほかCymric（キムリック）とも呼び、ドイツ語でもWalisischとKymrisch両方の呼び名が通用している。

## 歴史

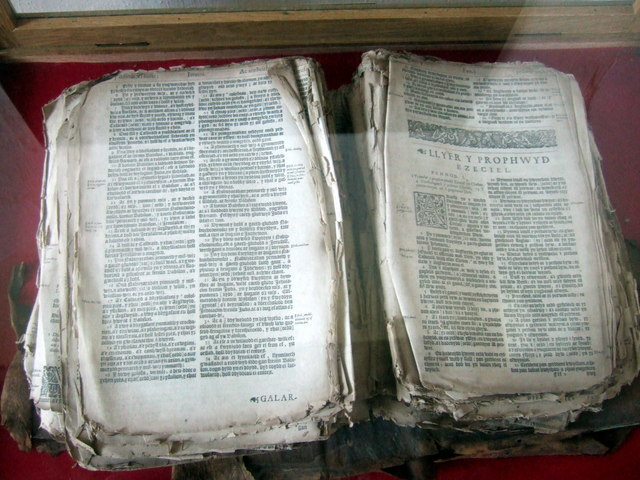
1620年のウェールズ語訳聖書。サヌンダ教会。1797年にフランス人侵略者の手から奪い返された。

ウェールズ人の言語はブリトン人の言語から発展した。ウェールズ語の出現は瞬間的ではなく、明確に特定できるものではなかった。その代わり、移行は長い期間をかけて起こった。一部の歴史家は、移行が遅くとも9世紀までに起こったと主張する。言語学者のケネス・H・ジャクソンは、分水嶺となる瞬間は、西暦577年に西サクソン人とブリトン人の間で行われた軍事的な戦闘、ディラムの戦いであった。これが、ウェールズ人との陸路での直接の接触から南西部のイギリス人を分けた。
ウェールズ語の歴史は、いくぶん不明瞭な境界によって、原始ウェールズ語、古ウェールズ語、中期ウェールズ語、近代ウェールズ語の4つの時代に分けられている。ウェールズ語が出現した直後の時代が原始ウェールズ語と呼ばれることがあり、その後には古ウェールズ語時代が続く。古ウェールズ語時代は一般的に9世紀の初めから12世紀のある時期で広がると考えられている。中期ウェールズ語時代はその後14世紀まで続いていたと考えられており、14世紀に近代ウェールズ語時代が始まる。近代ウェールズ語は初期近代ウェールズ語と後期近代ウェールズ語に分割される。
"Welsh" という英単語は、ゲルマン祖語の単語 "Walhaz" の子孫であり、古英語ではwealhやwieliscであった。"Walhaz" はウォルカエ族（羅: Volcae）としてローマ人に知られていたケルト人の名称に由来し、ケルト系言語の話者を指すようになり、その後西ローマ帝国の人々を無差別に指すようになった。古英語では、意味が狭まり、特にブリトン人または、ある文脈では、奴隷を指すようになった。複数形 Wēalas は、ブリトン人の領域に対する名称、ウェールズに変わった。大陸ヨーロッパにおいて様々なロマンス諸語話者に対する現代の名称（例えば、Wallonia、Wallachia、Valais、Vlachs、Włochy〔イタリアに対するポーランド語名〕）は同様の語源を有する。ウェールズ語ではウェールズ語をCymraeg（カムラーイグ）と呼ぶが、これはブリソン語で「同胞」、「自国の人々」を意味する単語combrogiに由来する。

### 起源

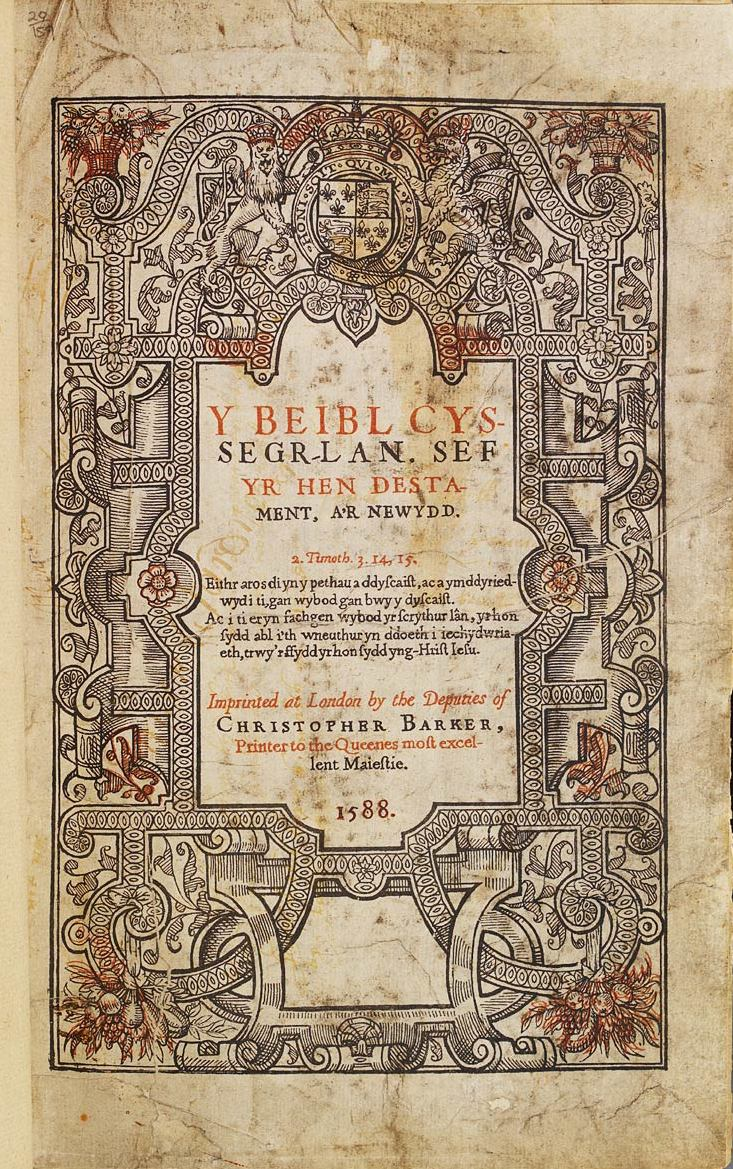
1588年のウェールズ語聖書

ウェールズ語は、古代ケルト系ブリトン人によって話されていたケルト系言語である共通ブリソン語から発展した。島嶼ケルト語に分類されるこのブリソン語はおそらく青銅器時代または鉄器時代にブリテンへ到着し、おそらくブリテン島のフォース湾以南の全域で話されていた。中世前期には、共通ブリソン語は方言の差異が大きくなったことでばらばらになり始め、ウェールズ語やその他のブリソン諸語へと発展した。ウェールズ語がいつはっきりと別言語となってかは明らかではない。
言語学者のケネス・H・ジャクソンは、音節構造と音様式における進化は西暦550年ごろまでに完了したことを示唆し、この時から西暦800年ごろまでの期間を「原始ウェールズ語」と分類した。この原始ウェールズ語は、ウェールズとヘーン・オグレッズ（Hen Ogledd、古い北部; 現在はイングランド北部およびスコットランド南部のかつてのブリソン語圏）の両方で話されていたかもしれず、したがってウェールズ語と同様にカンブリア語の祖先だったかもしれない。しかしながら、ジャクソンは、これらの2つの変種はその頃までには既にはっきりと異なる言語であったと考えた。最も初期のウェールズ語の詩（Cynfeirdd〔草創期の詩人たち〕の作品）は一般的に原始ウェールズ語期に遡ると考えられいてる。しかしながら、この詩の多くはヘーン・オグレッズで詠まれたと考えられており、元々詠まれていた素材や言語の年代についてさらに疑問が生じている。この個人的考えは、カンブリア語がヘーン・オグレッズで使用された言語であると広く信じられていたという事実が原因である。8世紀のタウインの碑文は、カンブリア語では既に名詞の転置で屈折がなくなっていたことを示している。
ジャネット・デイヴィーズは、ウェールズ語の起源がかなりはっきりしていないと提案した。『The Welsh Language: A History』の中で、デイヴィーズは、ウェールズ語は西暦600年よりもさらに前に存在したかもしれないと提案した。これは、ブリソン語からの最終音節の脱落が証拠となっている。*bardos（詩人）はbarddとなり、*abona（川）はafanとなった。デイヴィーズとジャクソンは共に音節構造と音における小さな変化を古ウェールズ語の誕生の証拠として挙げているものの、デイヴィーズはこの派生言語を全く新しい言語として特徴付けるのではなく、Lingua Britannicaと呼ぶのがより適切かもしれないと示唆した。

### 原始ウェールズ語
「原始ウェールズ語」の時代がいつからいつまでかについては広く議論されており、歴史家によっては何百年もの差がある。

### 古ウェールズ語
次の主な時代が古ウェールズ語（Hen Gymraeg、9世紀から11世紀）である。ウェールズとスコットランドの詩はこの言語形式で保存されてきた。ゲルマン人とゲール人のブリテン植民が進むにつれて、ウェールズにおけるブリソン語話者はイングランド北部（カンブリア語圏）やイングランド南東部（コーンウォール語と呼ばれるようになる言語が話されていた）の話者から切り離され、これらの言語が分岐した。アネイリン（Canu Aneirin、600年ごろ）の作品や『タリエシンの書』（Canu Taliesin）はこの時代に書かれた。

### 中期ウェールズ語
中期ウェールズ語（Cymraeg Canol）は12世紀から13世紀のウェールズ語に付けられた分類名である。ほぼ全てが現存する初期の写本『マビノギオン』の言語であるが、それらの物語それ自身は確実にさらに古い。また、現存するウェールズ法写本の言語でもある。中期ウェールズ語は現代のウェールズ語話者にとってはそれなりに理解できる。

ウェールズの言語、1750年 - 1900年
1750年
1800年
1850年
1900年

### 近代ウェールズ語
聖書のウェールズ語への翻訳は日常生活においてウェールズ語の使用の維持に役立った。新約聖書は1567年にウィリアム・セイルズベリーによって、完全な聖書は1588年にウィリアム・モーガンによって翻訳された。
近代ウェールズ語は初期近代ウェールズ語と後期近代ウェールズ語にさらに分割される。初期近代ウェールズ語は15世紀から16世紀の終わりまで続き、後期近代ウェールズ語期は大体16世紀以降である。現代のウェールズ語は16世紀のウェールズ語とは大きく異なってはいるが、流暢なウェールズ語話者が理解するのに苦労することがほとんどない程十分似ている。近代ウェールズ語期には、ウェールズ語人口が減少した。ウェールズ語話者の数は言語の絶滅が懸念されるほどに減少した。ウェールズ政府の措置や法律制定は、例えば教育を通じて、ウェールズ語話者の増加に努めてきた。

## 地理的分布

### ウェールズ

2011年国勢調査でウェールズ語話すことができると答えた回答者の地域毎の割合

ウェールズ語は記録された歴史を通してウェールズにおいて継続的に話されてきたが、1911年までには少数派言語（人口の43.5%がウェールズ語話者）となっていた。
この減少はその後の数十年間にわたって続いたが、ウェールズ語は死に絶えなかった。21世紀の始まりまでには話者数はもう一度増加し始めた。これは少なくとも部分的には、ウェールズ語による教育が増加した結果による。
2004年ウェールズ言語使用調査では、ウェールズの人口の21.7%がウェールズ語を話すことが示された。この割合は1991年の18.5%、2001年の20.8%から増加傾向にあった。しかしながら、2011年の国勢調査では、話者数は56万2000人（人口の19.2%）へとわずかに減少した。2011年の調査では、ケレディジョンとカーマーゼンシャーで話者の割合が初めて50%を下回るなど、ウェールズ語地域の中心地において話者数が大きく減少していることも示された。しかしながら、2013–15年のウェールズ言語使用調査によれば、3歳以上の人口の24%がウェールズ語を話すことができた。
イギリス国家統計局による年次人口調査では、2020年3月の年度終わりで、85万5200人（3歳以上の人口の28.3%）がウェールズ語を話すことができた、推計された。これは、2011年の国勢調査以降にウェールズ語話者数が増加した可能性を暗に示している。同様に、ウェールズ政府によって実施されたウェールズ全国調査でも2011年の国政調査よりもウェールズ語話者の割合が高い傾向にあった。2018-2019年の最も新しい結果では3歳以上の人口の22%がウェールズ語を話すことができたと示唆され、さらに16%がある程度のウェールズ語を話す能力を持つと回答した。
歴史的に、数多くのウェールズ人がウェールズ語のみを話した。20世紀の間に、このモノリンガル人口は「消滅したも同然」となったが、1981年の国勢調査時にはわずかな割合が残っていた。ウェールズにおけるほとんどのウェールズ語話者は英語も話す（それに対して、アルゼンチンのチュブ州では、ほとんどのウェールズ語話者はスペイン語を話すことができる）。しかしながら、多くのウェールズ語話者は自分の考えを表現するのには英語よりもウェールズ語の方がしっくりくる。話し手の言語選択は、たとえ一つのディスクール（言説）の中であっても、主題や社会的文脈に応じて変化しうる（言語学ではコードスイッチングと呼ばれる）。
ウェールズ語話者は大部分がウェールズの西部と北部、主にグゥイネッズ、コンウィ、デンビーシャー（シール・ジンビッヒ Sir Ddinbych）、アングルシー島（アニス・モーン Ynys Môn）、カーマーゼンシャー（シール・ガール Sir Gâr）、北ペンブルックシャー（シール・ベンヴロ Sir Benfro）、ケレディジョン、グラモーガン（モルガヌグ Morgannug）の一部、ポウィスの北西および極南東部に集中している。しかしながら、第一言語話者とその他の流暢なウェールズ語話者はウェールズの至る所で見ることができる。

### ウェールズ国外

#### イギリスのその他の地域
ウェールズ語を話すコミュニティは、イングランド国境を越えて近代にまでよく存続した。アーケンンフィールドはエリザベス1世の時代にはまだ十分ウェールズ語が話されていた。ヘレフォード司教は、その他4人のウェールズ人司教と共に、聖書と聖公会祈祷書のウェールズ語への翻訳の責任を負った。この地域では19世紀の前半にはまだウェールズ語が一般的に話されており、教区委員の案内は1860年ごろまでウェールズ語と英語の両方で掲示されていた。1880年代にアレクサンダー・ジョン・エリスはシュロップシャーのごく一部でまだウェールズ語が話されていたこと、「ケルティック・ボーダー」がサンアマネッハからオズウェストリー、チャークへと走っていることを確認した。
ウェールズ以外のイギリスのウェールズ語話者の数は統計目的のために数えられことはない。1993年、ウェールズ語テレビチャンネルS4Cがウェールズ語を話すか理解する人の数の調査結果を発表した。この調査では、イングランド以外に居住するウェールズ語話者がおよそ13万3000人存在し、そのうちおよそ5万人がグレーター・ロンドン地方にいると推計された。ウェールズ語評議会は、国家統計局の長期的調査の分析に基づいて、ウェールズ語話者はイングランドに11万人、スコットランドと北アイルランドに1,000人いると推計した。
2011年のイギリス国勢調査では、イングランドの8,248人が「あなたの主な言語は何ですか?」という質問にウェールズ語と回答した。国家統計局は続いて、「主な言語」の定義が「第一または優先言語」であること（しかしこの文言は国勢調査の質問票それ自身には書かれていなかった）など、国勢調査の結果公開の支援のための用語集を公表した。イングランドにおいてウェールズ語を主な言語と回答した人のほとんどは、リヴァプールの中央選挙区とグリーンバンク選挙区、オズウェストリー南選挙区であった。オズウェストリー南（1.15%）、オズウェストリー東（0.86%）、およびセント・オズワルド（0.71%）選挙区が、ウェールズ語を主な言語と回答した住民の割合が最も高かった。国勢調査では、イングランドの3,528選挙区（全体の46%）に少くとも1人のウェールズ語を主な言語とする住民がいることも明らかにされた。イングランドのリージョンの観点からは、ノース・ウェスト・イングランド（1,945人）、グレーター・ロンドン（1,310人）、ウェスト・ミッドランズ（1,265人）がウェールズ語を主な言語と回答した人数が最も多かった。
2011年の国勢調査では、スコットランドの3歳以上の1,189人がウェールズ語を（英語以外に）家庭で使用していると回答した。

#### アルゼンチン
アルゼンチンには、5,000人ものパタゴニア・ウェールズ語話者がいると考えられている。

#### オーストラリア
2016年オーストラリア国勢調査での「家庭で英語以外の言語を話しますか?」という質問に対して、1,688人がウェールズ語を話すと回答した。

#### カナダ
2011年カナダ国勢調査では、3,885人がウェールズ語を第一言語と回答した。

#### アメリカ合衆国
全米コミュニティ調査2009–2013では、アメリカ合衆国の5歳以上の2,235人が家庭でウェールズ語を話すと回答した。最も人数が多かったのはフロリダ州（255人）であった。

## 地位

### 公的地位

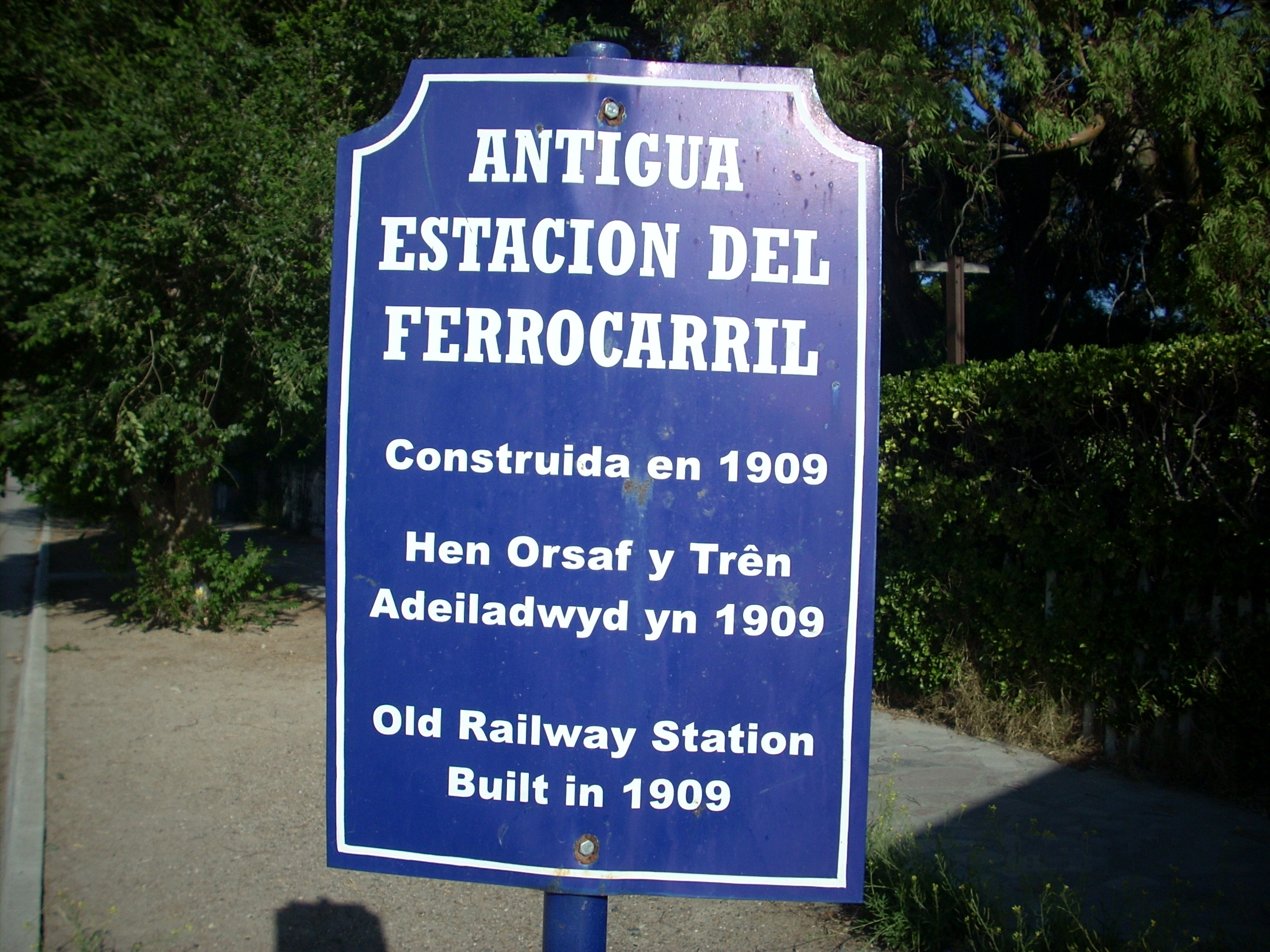
アルゼンチンの3カ国語（スペイン語、ウェールズ語、英語）標識。

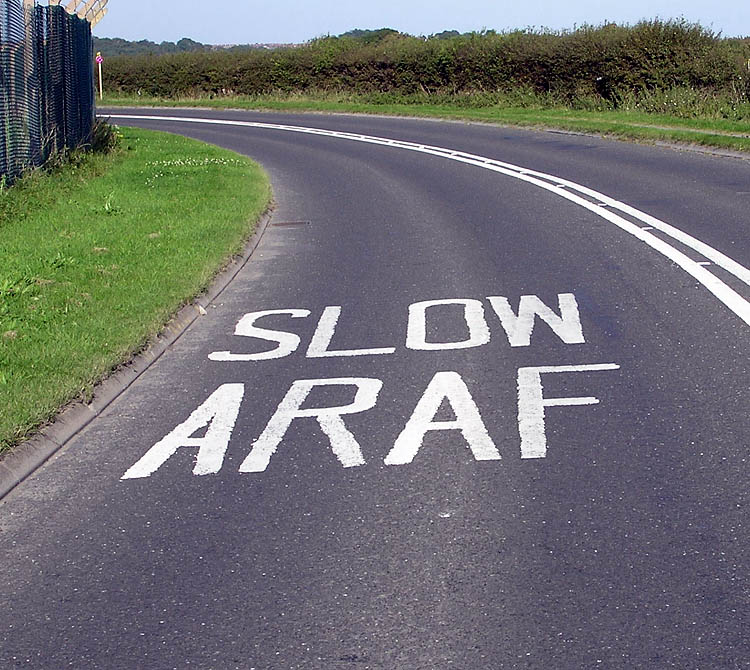
カーディフ空港近くの2カ国語道路標識。

ウェールズ語は少数派言語であるものの、20世紀の前半に支援が拡大し、1925年にナショナリスト政党プライド・カムリや1962年にウェールズ語協会といった組織が設立された。
1993年ウェールズ語法と1998年ウェールズ統治法では、公共部門では、合理的かつ実行可能な範囲で、ウェールズ語と英語が同等に扱われることが規定されている。各公的機関は、扱いの平等の原則への義務を示すウェールズ語制度（Welsh Language Scheme）を承認のために準備する必要がある。この文書は、3か月間の公開協議のために草案として送付され、その後、意見を最終版に反映させることができる。これは、現在は廃止されたウェールズ語評議会（Bwrdd yr Iaith Gymraeg）の最終承認を必要とする。その後、公的機関は、ウェールズ語制度の下での義務を実施し、履行する義務を負うことになる。制度を準備しなければならない他の公的機関のリストは、1993年から1997年までの間、当初はウェールズ大臣が行政委任立法の方法で追加することができた。1997年にウェールズ全国議会が形成された後、ウェールズ語を担当する政府大臣は、制度を準備しなければならない公共機関を指定する行政委任立法を通過させることができる。1993年法も、同法に基づいて制定された二次法も、民間部門を対象としていないが、特に銀行や鉄道会社など一部の組織はウェールズ語で情報の一部を提供している。
2010年12月7日、ウェールズ議会はウェールズ国内でのウェールズ語の使用を発展させるための一連の措置を全会一致で承認した。2011年2月9日には、この「2011年ウェールズ語（ウェールズ）措置」法案が可決され、王室の承認を受け、ウェールズ内ではウェールズ語が正式に認められた言語となった。
この措置法は
- ウェールズ語の正式な地位を承認する
- ウェールズ語を介してサービスを提供する機関に義務を課す新たな制度を創設する
- ウェールズ語を話す人々がウェールズ語を使ってサービスにアクセスする権利を保護するために、強力な執行権限を持つウェールズ語担当官を創設する
- ウェールズ語法廷を設置する
- ウェールズ語を媒体としたサービスの提供に関連して行われた決定に不服を申し立てる権利を個人や団体に与える
- ウェールズ語に関する戦略について政府に助言を与えるためのウェールズ語パートナーシップ協議会を設立する
- ウェールズ語を話す人々が互いに言語を使用する自由を妨害しようとしている場合に、ウェールズ語担当官による公式な調査を可能にする。

この措置法では、公共団体や一部の民間企業がウェールズ語でサービスを提供することが義務付けられている。当時のウェールズ政府の文化遺産担当大臣アリン・フレッド・ジョーンズは「ウェールズ語は、ウェールズの人々にとって、ウェールズ語を話すかどうかにかかわらず、大きな誇りの源泉です。ウェールズ語の正式な地位を確認する法案を議会に提出できたことを大変誇りに思います。これにより、ウェールズ語を話す人たちのための強力な擁護者が生まれ、ウェールズ語を通じて利用できるサービスの質と量が向上します。私は、ウェールズ語でのサービスを希望する人は誰でも利用できるようにすべきであり、それがこの政府が目指してきたことだと信じています。本法案は、ウェールズ語とその話者、そして国にとって、重要かつ歴史的な一歩となります。」と述べた。この措置法は、すべての支持者によって暖かく歓迎されなかった。ウェールズ語協会会長ベサン・ウィリアムズは、この動きに対して賛否の入り交じった反応を示した。ウィリアムズは、「この措置を通じて、私達はウェールズ語のための公的な地位を勝ち取り、それは暖かく歓迎されています。しかし、クリスマス前に議会で可決された法律の中に欠けている核心的な原則がありました。それは、ウェールズの人々に生活のあらゆる面で言語の権利を与えるものではないということです。にもかかわらず、その旨の修正案が3つの異なる政党から18人の議員の支持を得て、大きな前進となりました。」。
2011年10月5日、ウェールズ語評議会の長メリ・ヒューズ（Meri Huws）は新たなウェールズ語担当官に任命された。Huwsは声明を発表し、「非常に重要な役割」に任命されたことを「非常に喜んでいます」と述べ、「ウェールズ政府やウェールズの諸機関と協力して、新しい標準システムの開発に取り組んでいくことを楽しみにしています。私は、ウェールズ言語委員会やその他の団体がウェールズ語を強化し、ウェールズ語が繁栄し続けるようにするために行ってきた良い仕事を土台にしていきたいと考えています。」と付け加えた。第一大臣カーウィン・ジョーンズは、メリはウェールズ語に対する擁護者として行動するだろう、と述べたが、彼女の任命には懸念する声もあった。プライド・カムリのスポークスマンであったベサン・ジェンキンズは、「メリ・ヒューズの役割がウェールズ語評議会からウェールズ語担当官に移行することに懸念があり、これがどのようにしてうまく運営されるのかをウェールズ政府に問うつもりです。私たちは、利害の対立がないことを確認し、ウェールズ語担当官がこの新しい役割に求められる斬新なやり方をどのように提供するかを示すことができるようにしなければなりません。」と述べた。ヒューズは2012年4月1日に、ウェールズ語担当官としての職務を開始した。地方自治体やウェールズ全国議会はウェールズ語を使用し、程度の差こそあれ、ウェールズ語版のパンフレットを発行している。
ウェールズにおけるほとんどの道路標識は英語とウェールズ語である。
2000年以降、ウェールズでは16歳までのすべての学校でウェールズ語の授業が義務化されており、これが言語の衰退を安定させ、逆転させる効果をもたらしている。
通貨に書かれている文言は、1985年、1990年、1995年のウェルシュ・ポンド硬貨上の銘を除き、英語のみである。この銘は「Pleidiol wyf i'm gwlad」（"我は国に忠実なり"）で、ウェールズ国歌『我が父祖の土地』（Hen Wlad Fy Nhadau）の歌詞から取られている。
一部の店は2か国語の看板を出している。ウェールズ語は、商品の包装や説明書で使われていることがある。
イギリス政府はウェールズ語に関してヨーロッパ地方言語・少数言語憲章に批准している。

レクサム中央駅近くの2カ国語道路標識。

1982年11月にテレビ局S4Cが設立されて以来、ウェールズ語はその存在感を大きく高めてきた。2010年にデジタル放送に切り替わるまでは、チャンネル4の番組の70%を放送し、ゴールデンタイムにはウェールズ語の番組の大部分を放送した。全てウェールズ語放送のデジタルテレビ局S4C Digidolは、衛星放送とオンラインを通じてヨーロッパ全土、イギリス全土で視聴可能である。デジタルテレビへの移行が2010年3月31日に南ウェールズで完了して移行は、S4C Digidolは主要な放送局となり、完全なウェールズ語局となった。BBCによってウェールズ語で提供される主な夜のテレビニュースはダウンロードによって利用可能である。1977年に設立されたウェールズ語ラジオ局BBCラジオ・カムリも存在する。
唯一のウェールズ語全国紙『ア・カムロ』（英訳: The Welshman）は、2017年まで週刊だった。ウェールズ語の日刊新聞は存在しない。『ア・ビード』（英訳: The World）と呼ばれる日刊新聞が2008年3月3日に創刊される計画があったが、定期購読者が不十分であったこととウェールズ政府が必要な60万ポンドの助成金の3分の1しか提供しなかったため、この計画は潰えた。ウェールズ語でニュースを発信するGolwg360と呼ばれるオンラインサービスが存在する。

### 教育分野
1840年ごろの10年間は、ウェールズの社会的激動の時期であり、チャーティスト運動に現れた。1839年、2万人の人々がニューポートを行進し、ウエストゲートホテルを守る兵士に20人が殺された暴動や、折り返し地点の料金所が組織的に破壊されたレベッカ暴動などが起きた。
当時の社会改革者たちは、教育を社会悪に対処するための手段と考えていたため、この社会不安はウェールズの教育状況をイギリスの体制に注目させることになった。ウェールズの人々の教育の欠如が問題のほとんどの根本原因であると考える者達の中の代表がタイムズ紙だった。
1846年6月、R・R・W・リンゲン、ジェリンガー・C・シモンズ、H・R・ヴォーン・ジョンソンの3人がウェールズにおける教育状況を調査する検査官として任命された。3人の検査官は全員聖公会信徒であったため、ウェールズの多数派である非国教徒には同情的ではなかったと推定される。検査官らは1847年7月1日、青表紙の大きな3冊の本で政府に報告書を提出した。この報告書は、ウェールズの教育状況を文書化しただけでなく、検査官らがウェールズの人々の言語、非国教主義、道徳全般を誹謗中傷する意見を自由に書くことができたため、すぐに「青本の裏切り」（Brad y Llyfrau Gleision）と呼ばれるようになった。この報告書は効果てきめんであり、ウェールズの庶民は身を立てるには英語を媒体とするほかに道はないと考え始め、ウェールズ語に対する劣等感が生まれ、その影響はまだ完全には払拭されていない。歴史家のケネス・O・モーガンはこの報告書の重大性とその結果を「ウェールズの歴史におけるグレンコとアムリットサル」と呼んだ。

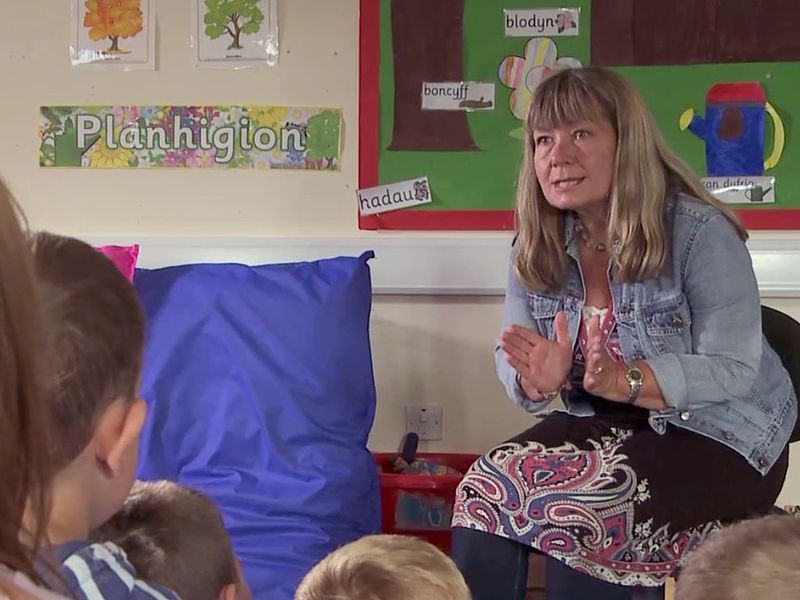
教授言語としてのウェールズ語

19世紀後半、ウェールズの学校では、生徒がほとんど英語を理解していない地域でさえも、事実上すべての授業が英語で行われていた。学校によっては、ウェールズ語を話している生徒を捕まえて「Welsh Not」と呼ばれる "WN" の文字が入った木の板を首にかける指導を行っていた。WN板を首にかけられた生徒は、ウェールズ語を話している同級生にこれを渡すことができ、一日の終わりにこれをつけている生徒は殴られた。ウェールズ生まれのウェールズの高等教育の先駆者として最も有名なのはヒュー・オーウェンである。オーウェンは教育という大義のための大きな進歩を成し遂げ、特にアベリストウィス大学・アベリストウィスを創設したことで知られる。オーウェンは1889年ウェールズ中間教育法（52、53 Vict c 40）の制定に功績があると考えられている。この法律の制定に続いて、複数のウェールズ語学校が建設された。1つ目の学校は1894年に完成し、アスゴル・サー・ヒュー・オーウェンと命名された。
20世紀に入り、この政策は徐々に変わり始めた。これは部分的には、1907年ウェールズの学校主任検査官に就任したO・M・エドワーズの努力による。
アベリストウィス・ウェールズ語学校（Ysgol Gymraeg Aberystwyth）は1939年にイヴァン・アブ・オーウェン・エドワーズ（O・M・エドワーズの息子）によって初のウェールズ語小学校として設立された。校長はノラ・アイザックが務めた。アスゴル・ガムラーイグ・アベリストウィスは今でも非常に成功している学校であり、現在はウェールズ全土にウェールズ語小学校が存在する。アスゴル・グラン・クルーイド（Ysgol Glan Clwyd）は1956年に初のウェールズ語教育中学校としてリルに設立された。

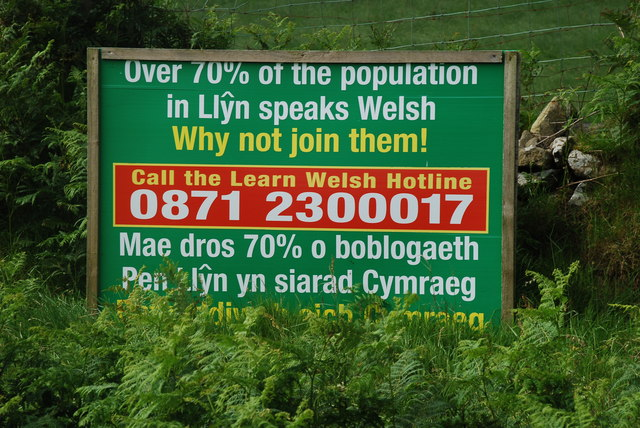
ウェールズ語の学習を奨励する看板

ウェールズ語は教育において現在広く使われており、ウェールズの101,345人の子供と若者が2014/15年にウェールズ語教育学校で教育を受けた（65,460人が小学校、35,885人が中学校）。ウェールズの全ての学校の26%がウェールズ語教育学校と定義されており、さらに7.3%がウェールズ語を使った授業を生徒に一部用意している。生徒の22%はウェールズ語が第一教授言語である学校で学んでいる。ナショナルカリキュラム（全国統一指導要領）の下では、16歳までのすべての学生が第一言語または第二言語としてウェールズ語を学ぶことが義務づけられている。学生の中には、Aレベルの修了のためや大学でウェールズ語を教授言語として学び続けることを選択する人もいる。ウェールズの全ての地方教育当局は、バイリンガル教育またはウェールズによる教育を提供する学校を有する。残りの人たちは、英語で教育を行う中学校で第二言語としてウェールズ語を学習する。アスラウオン・ブロー（Athrawon Bro、地域教師）と呼ばれるウェールズ語の専門教師が、ナショナルカリキュラムでのウェールズ語の授業を支援している。ウェールズ政府は最近、大人のためのウェールズ語教育のための6つの卓越したセンターを、ノースウェールズ、ミッドウェールズ、サウスウェスト、グラモルガン、グエント、カーディフに設置した。
ウェールズでは、教育や顧客サービスといった特定の職業選択をする際には、ウェールズ語を話す能力や資格としてウェールズ語を持っていることが望ましいとされている。ウェールズの全ての大学では、ウェールズ語で講義を行っており、法学、現代言語、社会科学、生物科学などのその他の科学分野に至るまで、多くの学部や大学院の学位プログラムがウェールズ語で提供されている。アベリストウィス大学、カーディフ大学、バンゴール大学、およびスウォンジー大学は全て事実上の設立以来ウェールズ語での講義が開講し、これらの大学のウェールズ語学部はウェールズ語とウェールズ語文学を研究するための中心として成功を収めており、ウェールズ語学の学士課程と大学院課程を設置している。ウェールズの全ての大学とオープン大学では、課程が英語で教えられていたとしても、学生はウェールズ語で評価課題を提出し、試験を受ける権利を持つ（通常、唯一の例外は、他の言語に習熟していることを証明する必要がある場合）。ウェールズ労働党とプライド・カムリとの間で行われたOne Wales連立政権の公約に従い、ウェールズ語国立大学（ウェールズ語: Coleg Cymraeg Cenedlaethol）が設立された。ウェールズの全大学の間に設置されているこの連邦構造カレッジの目的は、ウェールズの大学でウェールズ語教育課程とウェールズ語教育奨学金および研究を提供し、促進することである。また、ウェールズ語での学術研究のためのプラットフォームであるGwerddon（"オアシス"）というウェールズ語学術誌もあり、四半期ごとに発行されている。英語で教育を行う学校でも、ウェールズ語をもっと教えてほしいという声が上がっている。

### 情報技術分野
世界の多くの言語と同様にウェールズ語も、様々な分野の正式な用語リストから、Windows 7、Microsoft Windows XP、Vista、Microsoft Office、LibreOffice、OpenOffice.org、Mozilla Firefox、様々なLinuxディストリビューションのためのウェールズ語のインターフェイス、オンラインサービス、ウェールズ語で保存されたブログまで幅広い領域で、インターネット上で使用されるようになった。ウィキペディアは2003年7月、Facebookは2009年からウェールズ語版を持つ。

### 携帯電話技術分野
2006年、ウェールズ語評議会はウェールズ語でSMS入力予測を使用できるようにする無料のソフトウェアパックを配布し始めた。2009年アイステズヴォド・ゲネドレイソル・カムリ（ウェールズ全国アイステズヴォド）で、ウェールズ語評議会から、携帯電話会社のサムソンがネットワークプロバイダーのOrangeと協力して、Samsung S5600のインターフェイスとT9辞書をウェールズ語で利用できる最初の携帯電話を提供することが発表された。ウェールズ語のインターフェイスで利用可能なこのモデルは、2009年9月1日から利用可能となり、他のネットワークへの導入計画もあった。
Android端末では、内蔵のGoogleキーボードとユーザーが作成したキーボードの両方を使用することができる。2014年9月のiOS 8リリース以降、iOS端末はウェールズ語に完全対応している。ユーザは自分の端末をウェールズ語に切り替えて、ウェールズ語で利用できるアプリにアクセスすることができる。内蔵のカレンダーアプリが示すようにiOSの日付と時刻もローカライズされており、また特定のサードパーティ製アプリもローカライズされている。

### 戦争時
戦時中の通信の安全性を確保するのは難しいことが多い。第二次世界大戦中にナバホ族のコードトーカーが米軍で使われたように、ボスニアに派遣されていたウェールズ人連隊のロイヤル・ウェルチ・フュージリアーズは、安全を確保する必要がある緊急通信にウェールズ語を使用した。

### イギリス議会内での使用
2017年、ウェールズ大委員会がウェストミンスターで開催される際に、ウェールズ語を使用できるように議会規則が改正された。この変更は、英語しか使えない下院内の討論に関する規則を変えるものではなかった。
2018年2月、ウェールズ大臣アリン・ケアンズが委員会で歓迎の演説をした時にウェールズ語が始めて使われた。 ケアンズは、「私は、私が話して育った言語を使用していることを誇りに思っていますが、それは私や私の家族、ウェールズの国会議員が代表するコミュニティにとって重要であるだけでなく、ウェールズの歴史と文化の不可欠な部分でもあります」と述べた。

### 欧州連合での使用
2008年11月、欧州連合（EU）の閣僚理事会で初めてウェールズ語が使用された。文化遺産担当大臣アリン・フレッド・ジョーンズはウェールズ語で聴衆に向かって演説し、彼の言葉はEUの23の公用語に通訳された。長年の運動の後、ウェールズ語の使用が正式に認められた。ジョーンズは「イギリスでは、世界の主要言語の一つである英語を多くの人の母国語としています。しかし、私たちの島々には多様な言語があります。その中でも最も古い言語の一つ、ウェールズの言語であるウェールズ語でお話できることを誇りに思います。」と述べた。ジョーンズは、この飛躍的進歩を「単なる象徴的なものにとどまらない重大なことだ」と評した。ジョーンズは、「ウェールズ語は、英国で使用されている言語の中で最も古い言語の一つかもしれませんが、最も活気に満ちた言語の一つであることに変わりはありません。私たちの文学、芸術、祭り、歌の偉大な伝統など、すべてが私たちの言語を通して表現されています。これは、私たちの文化、私たちが誰であるかの本質が、いかに言語を通して表現されているかを力強く示しています。」と述べた。

### ボイジャー計画による使用
ウェールズ語の挨拶は、1977年に打ち上げられたNASAのボイジャー計画で地球を代表する言語として選ばれたボイジャーのゴールデンレコードに含まれる55の言語の一つである。挨拶はそれぞれの言語に固有のもので、ウェールズ語の挨拶はIechyd da i chwi yn awr ac yn oesoedd（イェヒド〔健康〕・ダー〔良い〕・イ〔〜へ〕・フウィー〔あなた達〕・アン〔英語のin〕・アウル〔時間〕・アク〔および〕・アン〔英語のin〕・オーイソエッズ〔時代の複数形〕）で、英訳すると "Good health to you now and forever"（"これからもずっと健康でいてください" といった意味）となる。

## 語彙
ウェールズ語は、中核となるブリソン語の語彙（wy "卵"、carreg "石" など）を、ラテン語から借用されたレンマ（ffenestr "窓" < ラテン語のfenestra、gwin「ワイン」< ラテン語のvinum）で補っている。また、英語からも単語を借用している（silff "棚" < "shelf"、giât "門" < "gate" など）。

## 音韻
ウェールズ語の音韻には、英語には存在しない音や、ヨーロッパの言語では類型的に珍しい音が含まれている。無声歯茎側面摩擦音 [ɬ]、無声鼻音 [m̥]、[n̥]、および[ŋ̊]、ならびに無声歯茎ふるえ音 [r̥] はウェールズ語の際立った特徴である。強勢は通常、多音節単語の最後から2番目の音節に位置し、語末の強勢のない音節は強勢のある音節よりも音高が高くなる。

### 母音
ウェールズ語の単母音には音声として次のものがある。
|        | 前舌 | 前舌   | 中舌 | 後舌 | 後舌 |
| 非円唇 | 円唇 | 非円唇 | 中舌 | 円唇 |      |
| ------ | ---- | ------ | ---- | ---- | ---- |
| 狭     | iː   |        | ɨː   |      | uː   |
|        | ɪ    |        | [ɨ̞]  |      | ʊ    |
| 半狭   | eː   |        | ə(ː) |      | oː   |
| 半広   | ɛ    |        | ə(ː) |      | ɔ    |
| 広     | a    |        |      | ɑː   |      |

このうち [ɨ̞] および [ɨː] の音素は北部方言にのみ現れ、南部ではそれぞれ[i] および [iː] にとって代わる。
上表はあくまで音声を正確に表記したものであり、音韻としては（曖昧母音 /ə/ をのぞいて）次のように母音の長短の対応関係がある（「短 - 長」の順に並べてある）。
- /a/ - /aː/ または /ɑː/
- /ɛ/ - /eː/
- /ɪ/ - /iː/
- /ɔ/ - /oː/
- /ɨ̞/ - /ɨː/ （北部方言）
- /ʊ/ - /uː/

二重母音としては次のものがある。
- /ai/, /əi/, /ɔi/, /ʊi/ （北部方言ではこれらの /i/ は /ɨ/ になる）
- /ɪu/, /ɛu/, /əu/, /au/ （北部方言ではさらに /ɨ̞u/ もある）

### 子音
ウェールズ語の子音には、音韻として下表のようなものがある。同じ枠内に2つあるものは、左が無声音、右が有声音である。
|            | 両唇  | 歯音 | 歯茎  | 硬口蓋    | 軟口蓋 | 声門 |
| ---------- | ----- | ---- | ----- | --------- | ------ | ---- |
| 鼻音       | [m̥ m] |      | n̥ n   |           | [ŋ̊ ŋ]  |      |
| 破裂音     | p b   |      | t d   |           | k g    |      |
| 破擦音     |       |      |       | [(ʧ) (ʤ)] |        |      |
| 摩擦音     | f v   | θ ð  | s (z) | ʃ         | x      | h    |
| ふるえ音   |       |      | [r̥ r] |           |        |      |
| 接近音     |       |      |       | j         | w      |      |
| 側面摩擦音 |       |      | ɬ     |           |        |      |
| 側面接近音 |       |      | l     |           |        |      |

## 正書法
ウェールズ語は29字母のラテンアルファベットで書かれ、そのうち8つは照合では異なる文字として扱われる二重音字である。
a, b, c, ch, d, dd, e, f, ff, g, ng, h, i, j, l, ll, m, n, o, p, ph, r, rh, s, t, th, u, w, y
英語の慣習と対照的に、"w" および "y" はウェールズ語では "a"、"e"、"i"、"o"、"u" と共に母音字母と見なされる。
字母 "j" は伝統的に使用されなかったが、現在はjam、jôc (joke)、garej (garage) のような英語から借用された多くの日常語で使われている。字母 "k"、"q"、"v"、"x"、および "z" はkilogram、volt、zeroのような一部の専門用語で使われるが、全ての場合においてウェールズ語の字母で置き換えることができ、そうされることが多い（cilogram、folt、sero）。字母 "k" は16世紀まで一般的に使用されたが、ウェールズ語新約聖書の出版時に抜け落ちた（普段は英語やラテン語を印刷する印刷業者がウェールズ語を印刷するのに十分な量の "k" の活字を持っていなかったため）。この変更は当時は受けが悪かった。
最も一般形な補助記号はサーカムフレックスであり、これは長母音を識別する。これは一方の単語では母音が短く、他方の単語では母音が長い同形異義語の場合に最もよく見られる（例えばman "場所" とmân "細かい、小さな"）。

## 形態論
ウェールズ語の形態論は、語頭の子音変異や、いわゆる「活用した前置詞（目的語である人称代名詞と融合する前置詞）の使用など、他の近代島嶼ケルト語と多くの共通点を持っている。ウェールズ語の名詞は、の2つの文法的性（男性と女性）のうちの1つに属しているが、格のために屈折されない。ウェールズ語には、複数形を示すための様々な語尾やその他の方法があり、一部の名詞の単数形（専門的にはsingularではなくsingulative）を示すための2つの語尾がある。ウェールズ語の話し言葉では、動詞の特徴は本動詞の屈折ではなく、主に助動詞の使用によって示される。一方、ウェールズ語の書き言葉では、本動詞の屈折が普通である。

## 構文
ウェールズ語における基本語順は動詞 (Verb) - 主語 (Subject) - 目的語 (Object)（VSO）である。
時制によって迂言文か屈折文のどちらかになり、存在動詞bodの活用形を助動詞とし本動詞を動名詞とするのが迂言文で、bodを使わず本動詞の活用形を使うのが屈折文である。
口語ウェールズ語では、英語のように、動詞と共に助動詞を使用することに非常に強く傾いている。現在形は、助動詞としてbod（英語の "to be"）を用いて構成され、本動詞は不変化詞ynの後に動詞名詞（verbnoun; 不定詞と大まかに同じようなやり方で使われる）として現われる。
Mae Siân yn mynd i Llanelli
シアーンはサネシに向かっている。
ここで、maeはbodの三人称単数現在直接法形であり、myndは "to go" を意味する動詞名詞である。半過去形（線過去）は未来時制と条件時制の迂言形として同様のやり方で構成される。
過去、未来、および条件法時制では、全ての動詞の屈折形が存在し、これらは文語ウェールズ語において使われる。しかしながら、現在は口語では動詞名詞をgwneud（英語の "do"）の屈折形と一緒に使うのがより一般的である。したがって、「私は行った」は文語では Mi es i（英語の "I went" に相当）、口語では Mi wnes i fynd（"I did go"）と表わされる。Miは前動詞不変化詞の例である。こういった不変化詞はウェールズ語では一般的であるが、話し言葉ではあまり一般的ではない。
ウェールズ語では、従属節を構成するための個別の代名詞がない。その代わりに、特別な動詞形または一部の前動詞不変化詞と同じように見える関係代名詞が使われる。

### 動詞名詞の直接目的語としての所有格
「私はロドリが好きです」を意味するウェールズ語は Dw i'n hoffi Rhodri （英語に逐語訳すると "am I in [the] liking [of] Rhodri"）であり、Rhodriはhoffiと所有格の関係にある。人称代名詞では、人称代名詞の所有格が使用される（英語では目的格me、himなどが使われる）。例えば「私は彼が好きです」を意味する [Dw i'n ei hoffi] を逐語的に英訳すると "am I his liking" となり、「私はあなたが好きです」を意味する [Dw i'n dy hoffi] は "am I your liking" となる。非常に砕けた話し言葉では、代名詞は通常の主語/目的語の形で聞かれ、英語の語順をまねていることが多い: Dw i'n hoffi ti（"Am I liking you"）。

### 代名詞重複
口語ウェールズ語では、所有代名詞は、「私の」「あなたの」などの意味で使われる時も、動詞名詞の直接目的語を示すために使われる時も、名詞または動詞の後に対応する人称代名詞を使用することで強化されるのが一般的である。例えば、ei dŷ e（イー〔エイ〕・ディー・エー、彼の家、"his house of him"）、Dw i'n dy hoffi di（ドゥ・イン・ダ・ホフィ・ディー、私はあなたが好き、"I am [engaged in the action of] your liking of you"）など。この「強化」（または、単に「倍加」）は、口語使用域において強調を加えることはない。上記のように、特により文語体の使用域では、所有代名詞が単独で使われることもあるが、人称代名詞のみを使用するのは正しくないと考えられている。にもかかわらず、こういった用法は非常に口語的な演説で、主に若い話者の間で、時々聞かわれる: Ble 'dyn ni'n mynd? Tŷ ti neu dŷ fi?（"私達はどこに行っているのですか? あなたの家それとも私の家?）。

## 数の数え方
ウェールズ語で使われる伝統的な数の数え方は二十進法である。すなわち、20を基本単位にしている。これは標準フランス語における70（soixante-dix、逐語訳すると "六十・十"）から99（quatre-vingt-dix-neuf、"四×二十・十九"）までの数と同じである。11から14までのウェールズ語の数は  "x on 十"（例えば、un ar ddeg: 11）、16から19までは "x on 十五"（例えばun ar bymtheg: 16）であるが、18はdeunaw（二つの九）である。21から39までの数は "1–19 on 二十"（例えば、deg ar hugain: 30）、40はdeugain（二つの二十）、60はtrigain（三つの二十）となる。この形式は、特に高齢者によって使われ続けており、特定の状況（時刻を答える時や、序数）では義務的である。
十進法も存在し、これは比較的幅広く使われるようになってきたが、時間、年齢、日付を与える時はあまり使われない（序数がないのが特徴）。この体系はパタゴニア・ウェールズ語が発祥であり、その後1940年代にウェールズに取り入れられた。二十進法で39はpedwar ar bymtheg ar hugain（"四 on 十五 on 二十"）またはdeugain namyn un（二つの二十引く一）のこともあるが、十進法ではtri deg naw（"三 十 九"）である。
"一" を表わす単語 (un) は一つしか存在しないものの、"ll" または "rh" で始まるもの以外では、女性名詞の軟変異を引き起こす。数 "二"（dauおよびdwy）、"三"（tri および tair）、および "四"（pedwar および pedair)）には男性形と女性形が存在し、これらは数えられる目的語の文法的性と一致しなければならない。数えられる目的語は複数形ではなく単数形で現われる。

## 方言
現在、ウェールズ語の標準語は存在せず、方言間には発音、語彙、および文法に関して顕著な違いがある。
例えば、「一杯の紅茶はいかがですか?」という疑問文を考えてみる。グウィネズでは、これは典型的には Dach chi isio panad? となるが、ダヴェドの南部では Ych chi'n moyn dishgled? となる（南部のその他の場所では、Ych chi isie paned? となることもある）。発音の違いの一例として、一部の南部方言で字母 "s" が硬口蓋化する傾向が挙げられる: 例えば mis "口" は大抵は IPA: [miːs] と発音されるが、南部の一部地域では IPA: [miːʃ] と発音される。これは /i/ のような前舌狭母音の隣で通常起こるが、例外もあり、南部方言では sut（"どのようにして"）は IPA: [ʃʊd] と発音される（北部では IPA: [sɨt]）。

### 4つの伝統的方言
現代の理解では、ウェールズ語を北部（Gogledd）と南部（De）の「方言」にしばしば分けるが、伝統的な4つのウェールズ方言の分類は依然として学術的に最も有用である。
- Y Wyndodeg（ア・ウィンドデグ（ウェールズ語版））、グゥイネッズ（英語版）方言
- Y Bowyseg（ア・ボウィセグ（ウェールズ語版））、ポウィス（英語版）方言
- Y Ddyfedeg（ア・ザヴェデグ（ウェールズ語版））、ダヴェド（英語版）方言
- Y Wenhwyseg（ア・ウェンフゥイセグ（英語版））、グウェント（英語版）とモルガヌグ（英語版）の方言[105]

5つ目の方言はパタゴニア・ウェールズ語であり、1865年にア・ウラドヴァ（アルゼンチンのウェールズ人入植地）が始まって以来発展してきた。パタゴニア・ウェールズ語はスペイン語からの借用語と地元の特徴のための用語を含むが、1970年代の調査ではパタゴニアにおけるウェールズ語はチュブ川下流部とアンデス山脈の全域で一貫していることが示された。
主要方言内にはコヴィ方言などの下位方言が存在する。『カムラーイグ、カムラーグ、カムレーグ: ウェールズ語方言入門』（Cymraeg, Cymrâg, Cymrêg: Cyflwyno'r Tafodieithoedd）には異なる地域方言の側面を示す14人の話者の音声記録が含まれたカセットが附属していた。この本は『ウェールズの言語学的地理』（Linguistic Geography of Wales）を参照して、6つの異なる地域について言及している。これらの地域はその地域に特有の言葉によって同定することができる。
1970年代に「生きているウェールズ語」（Cymraeg Byw; 口語を基にした一般形式）を教えることによってウェールズ語を標準化しようという試みがあった。しかし、この試みはウェールズ語話者によって使用される地域差を網羅していなかったため、大失敗した。

## 使用域
現代ウェールズ語は、口語ウェールズ語（Cymraeg llafar）と文語ウェールズ語（Cymraeg llenyddol）の2つの使用域に大きく分類される。記述されている文法は、ほとんどの会話や砕けた文章で使用されている口語ウェールズ語の文法である。文語ウェールズ語は1588年に翻訳された聖書によって標準化されたウェールズ語の形式に近く、公式文書や多くの文学を含むその他の改まった使用域にで見られる。標準化された形式であるため、口語ウェールズ語に見られる方言の差はたとえあったとしてもほとんど見られない。
| 文語ウェールズ語                                                       | 口語ウェールズ語                                                             |
| ---------------------------------------------------------------------- | ---------------------------------------------------------------------------- |
| 目的格代名詞を省略できる（主語を省略できる言語）                       | 目的格代名詞はめったに省略されない                                           |
| 単純動詞形のより広範な使用                                             | 迂言的な動詞形のより広範な使用                                               |
| 単純現在と未来の区別をしない （例えば af "私は行く"/"私は行くだろう"） | 単純形はほとんどの場合に未来のみを表わす （例えば、af i "私は行くでしょう"） |
| 接続法動詞形                                                           | 接続法は定着した慣用句でのみ                                                 |
| 三人称複数末尾と代名詞 –nt hwy                                         | 三人称複数末尾と代名詞 –n nhw                                                |

文語ウェールズ語の特徴としては、口語に比べて、屈折した動詞形により高く依存していること、いくつかの時制の使い方が異なること、代名詞の使用頻度が低いこと（通常は情報が動詞/前置詞の屈折で伝えられるため）、ウェールズ語の本来語を英語からの借用語で代用する傾向がかなり小さいことなどが挙げられる。加えて、文語ウェールズ語では、より古風な代名詞や変異の形式が見られることがある。

### 文語ウェールズ語と口語ウェールズ語の文例
| 英語                                    | 日本語                                 | 文語ウェールズ語              | 口語ウェールズ語                                                                         |
| --------------------------------------- | -------------------------------------- | ----------------------------- | ---------------------------------------------------------------------------------------- |
| I get up early every day.               | 私は毎朝早く起きる。                   | Codaf yn gynnar bob dydd.     | Dw i'n codi'n gynnar bob dydd.（北部） Rwy'n codi'n gynnar bob dydd.（南部）             |
| I'll get up early tomorrow.             | 私は明日早く起きるでしょう。           | Codaf yn gynnar yfory.        | Mi goda i'n gynnar fory.（北部） Wna i godi'n gynnar fory.（南部）                       |
| He had not stood there long.            | 彼はそこに長く立ってはいなかった。     | Ni safasai yno yn hir.        | Doedd o ddim wedi sefyll yno'n hir.（北部） (D)ôdd e ddim wedi sefyll yna'n hir.（南部） |
| They'll sleep only when there's a need. | 彼らは必要がある時にのみ寝るでしょう。 | Ni chysgant ond pan fo angen. | Fyddan nhw'n cysgu ddim ond pan fydd angen.                                              |

現代のウェールズ語の話し言葉の方言間の差異は、話し言葉のいくつかの形式と文語ウェールズ語の最も文語体の構文との間の違いに比べれば、取るに足らない。後者の方がかなり保守的であり、聖書のウェールズ語訳で使われている言葉である。しかし、2004年に出版されたBeibl Cymraeg Newydd（ウェールズ語で「新ウェールズ語聖書」の意味）は、伝統的な1588年の聖書よりも格段に文語的ではない。人気のあるウェールズ語文法書の著者であるガレス・キングは、「これら2つの形式間の違いは、ほぼ同一である英語の口語体と文語体の違いよりもはるかに大きい」と意見を述べている。文語ウェールズ語の文法はスティーブン・J・ウィリアムズによる『A Grammar of Welsh』（"ウェールズ語の文法"）あるいはより完全にはピーター・ウィン・トーマスによる『Gramadeg y Gymraeg』（"ウェールズ語の文法"）で見ることができる（改まった文語ウェールズ語の文法に関する英語で書かれた本はない）。ウェールズ語の口語体、使用域、および方言の違いについての英語で書かれた手引書にCeri Jonesによる『Dweud Eich Dweud』（"あなたの言いたいことを言う"）がある。

### ウェールズ語の現状

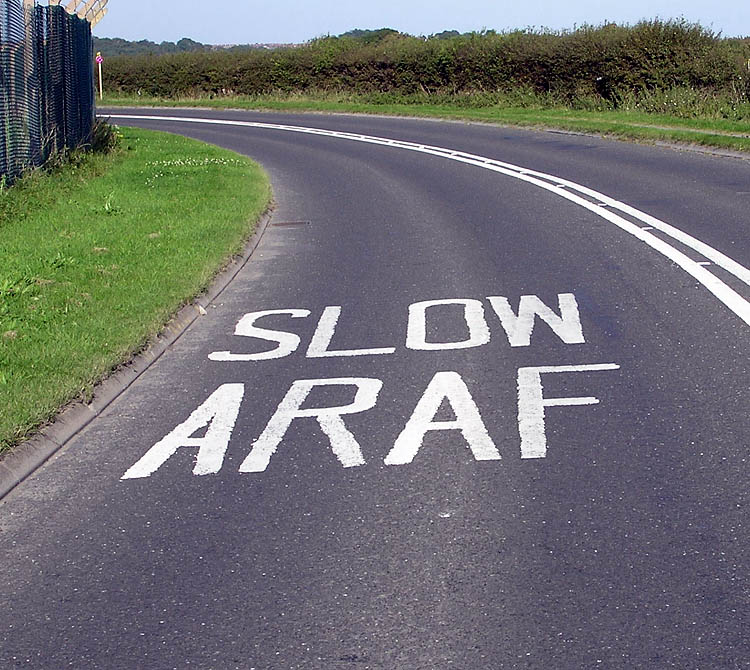
2言語で書かれた路面表示

現在のウェールズでは、ウェールズ語は英語と並んで公用語とされる。道路標識や公文書は、2言語で表記されている。例えば、イングランドから鉄道または自動車でウェールズに入ると、国境付近に設置された看板には、2言語で『Welcome to Wales』、『Croeso i Gymru』（クロイソ・イ・ガムリ）と書いてある。またパトロールカーにも2言語で「POLICE」「HEDDLU」（共に「警察」の意）と表記されている。
南部ではあまり話されないが、中北部では日常的に話される地域が多い。ただし、方言の差異が大きく、北に行くほど古い由緒正しい形を残している傾向がある。特にウェールズ最高峰であるスノードン付近のグウィネズ地方でウェールズ語の話者が多い。この地域では、子供達が英語を習うのは小学校に入学してからのことであり、それまでは一般に、家族や近隣の友達とウェールズ語で会話している。
2001年現在、ウェールズ人全体の20.5%がウェールズ語を話すことができる。ウェールズにおいて、ウェールズ語を話す人口の割合は20世紀以降著しく減少しているが、人口増加により、ウェールズ語を話す人の絶対数は減少傾向が止まり、微増になっている。その主な理由は、小中学校でウェールズ語教育が実施されていることと、ウェールズ語によるTVプログラム（BBC WalesやHTV〔現ITV Wales〕、S4Cによる）が放送されていることによる。
ウェールズ以外では、19世紀中盤の移民に起源を発するアルゼンチン・チュブ州（パタゴニア地方）のウェールズ系住民のうち、約1,500人がウェールズ語の話者である。